# Robert Hauschildt
Robert Hauschildt (ca. 1947 – 1987) var en dansk musiker, sangskriver og producer.

## Karriere
Var i en kort periode i 1969 sanger i Den Gamle Mand og Havet og mødte derigennem vennen Lars Muhl fra bandet Daisy. Muhl: ”Han var allerede i en ung alder stukket af fra militæret og havde rejst Europa tyndt i midten af tresserne. Han havde oplevet Beatles-hysteriet på nærmeste hold i London og havde flere gange arbejdet i Butlin’s Holiday Camp i Brighton. Han var således en erfaren ung mand på 22, der kendte alle kneb i tilværelsen.”
Han var en del af det århusianske musikmiljø i 70’erne og 80’erne, og ifølge Muhl var det Hauschildt og Jan Jet fra Lost Kids der importerede new wave og punk til Aarhus. Peter A.G. Nielsen fra Gnags: ”Robert Hauschild var en god ven og meget med-levende århusianer. Han havde boet i London i lange perioder og tilførte Århus noget umiskendeligt britisk. Som vi havde let ved at identificere os med (…)”.
RH skrev i begyndelsen af 80’erne tekster til Warm Guns og Mek Pek Party Band, og Lost Kids indspillede hans sang ”Reservemor” på albummet Bla Bla 2. Derudover producerede han albums for Gnags, Warm Guns, Mek Pek Party Band og The Pin-Ups.
Han overtog musikværtshuset Cafe Himmelblå i Mejlgade og drev det i en periode i 80’erne.
Hauschildt singledebuterede i 1983 under pseudonymet Altmann med ”Nok Er Nok”, co-produceret af Jens G. Nielsen fra Gnags. Efter en årrække med alkoholmisbrug blev han under en tur til Spanien fundet død på sit hotelværelse i 1987.
Sønnen Ricky Julian debuterede i 2000 med soloalbummet ”Innocence”.

## Producer
- Warm Guns – Instant Schlager (1980)
- Gnags – Intercity (1980)
- Gnags – "Alone", B-side til Battery Chicken (single, 1980)
- Mek Pek Party Band – Mek Pek Party Band (1982)
- The Pin-Ups – Take One (1982)